# 보컬로이드
보컬로이드(영어: VOCALOID, 일본어: ボーカロイド 보카로이도[*])는 별다른 성우 없이 프로그램이 노래를 부를 수 있게 하기 위해 야마하가 제작한 음성 합성 프로그램이다. 이름은 '발성'을 뜻하는 'vocal'과 ‘~와 닮은’, ‘~와 비슷한’을 뜻하는 접미사 '-oid'를 합쳐 만들어졌다. 일본에서의 공식 약칭은 보카로(ボカロ)이다.
음표와 가사를 입력하면 프로그램은 성우가 녹음한 음절 조각을 합성해 음악을 만드는 방식으로 작동된다. 이를 이용하여 제작된 많은 작품들이 니코니코 동화나 유튜브 등의 사이트에 업로드되고 있다.
2025년 8월 기준, 보컬로이드의 최신 버전은 2022년 10월 13일에 출시한 보컬로이드 6이다.

## 원리
보컬로이드는 실제 사람 목소리에서 수록한 목소리를 ‘가수 라이브러리’로 데이터화하여 저장한다. 음표 정보가 입력되면 ‘합성 엔진’에서 총 생성한다. 또한, 사람의 목소리에 근접하게 하기 위하여, 강약이나 비브라토, 숨소리와 같은 라이브러리를 더하여 사실적인 보컬로 노래한다. 이 보컬로이드 엔진과 캐릭터 음성, 일반 가수 라이브러리의 조합으로 수많은 소프트웨어가 2004년부터 발매되고 있다. 보컬로이드를 통해 지금까지 보컬 파트를 녹음하여 완성시킨 DTM 제작이 실제 사람의 목소리를 녹음하지 않고도 컴퓨터만으로 음악을 만들 수 있게 되었다. VOCALOID2 엔진까지는 반주가 없는 목소리만 만들 수 있었지만, VOCALOID3 엔진부터는 반주 데이터를 넣어 재생할 수 있게 되었다.

## 구성
보컬로이드의 시스템은 사용자가 가사나 멜로디 등을 입력하는 '스코어 에디터', 음성 소편을 수록한 '가성 라이브러리', 음성 소편을 연결하여 가성을 합성하는 '합성 엔진'으로 구성된다. 스코어 에디터에 입력된 정보를 합성 엔진으로 보내 합성 엔진이 가성 라이브러리에서 적절한 음성 조각을 골라 연결하여 출력하는 방식으로 작동된다.

### 스코어 에디터
스코어 에디터(영어: Score editor)는 사용자가 음표나 멜로디를 입력할 수 있는 부분이다. 일본어 라이브러리는 히라가나와 가타카나, 로마자를 사용하여 가사를 입력할 수 있으며, 영어 라이브러리는 특정 영어 단어를 입력하면 내부 발음 사전에 의해 자동으로 발음 기호로 변환된다. 발음 사전에 등록되어 있지 않는 단어의 경우 직접 발음 기호를 입력해야 하는 불편함이 있다.
보컬로이드 3부터는 한국어, 중국어도 지원된다. 다만 한국어 라이브러리는 한글만 가능하고 로마자 입력이 불가능하다는 단점이 있다.

### 가성 라이브러리
가성 라이브러리(영어: Singer library)에는 음절별로 나뉘어진 음성 조각이 있다. 이 음성 조각은 성우에게 단어나 문장을 읽게 한 뒤 음절별로 나누어 만들어지며, 라이선스는 야마하에서 가지고 있다.

### 합성 엔진
합성 엔진(영어: Synthesis engine)은 스코어 에디터에 입력된 정보를 바탕으로 가성 라이브러리에서 적절한 음성 조각을 골라 주파수, 피치 등을 조절하여 음성을 합성한다.

## 버전
VOCALOID
2003년 2월에 발표된 보컬로이드 엔진이다. 영어와 일본어 총 2개의 언어를 지원한다.
VOCALOID2
2007년 6월에 발표된 보컬로이드 엔진이다. 같은 해 6월부터 2011년 4월까지 PowerFX, 크립톤 퓨처 미디어, ZERO-G, 주식회사 인터넷, AHS, 야마하, 큔 뮤직에서 VOCALOID2 제품 22개를 출시하였다. 영어와 일본어를 지원한다. 기존 보컬로이드에서 합성 엔진이 완전히 교체되었으며, 에디터의 인터페이스도 개선되었다.
VOCALOID3
야마하가 2011년 10월 21일에 발매한 보컬로이드 엔진이다. VOCALOID2와 크게 달라진 점은 없으며, 목소리와 반주를 동시에 재생할 수 있게 되었다. 언어는 기존 일본어, 영어뿐만 아닌 한국어, 중국어, 스페인어를 지원한다.
VOCALOID3 에디터는 총 4가지가 있는데, “VOCALOID3 Editor”와, “Tiny VOCALOID3 Editor”, “VOCALOID Editor for Cubase”, “VOCALOID Editor for Cubase NEO”가 있다.
Tiny VOCALOID3 Editor는 라이브러리에 동봉 되어있는 보컬 에디터인데, VOCALOID3 Editor에 비하여 기능이 한정되어 있다. 17소절만 이용 가능하며 오직 1트랙만 사용 가능하다.
VOCALOID Editor for Cubase는 2013년 1월 출시된 윈도우 전용의 VOCALOID3 에디터이고, VOCALOID Editor for Cubase NEO는 같은 해 8월 출시된 VOCALOID3 에디터이다. VOCALOID Editor for Cubase NEO는 Windows뿐만 아닌 Mac OS에도 대응한다. 지금은 판매하지 않는다.
VOCALOID4
2014년 12월 17일에 발표된 보컬로이드 엔진이다. 기존 VOCALOID3에서 품질이 향상되었으며 새로운 기능인 '그로울(Growl)', '리얼타임 레코딩(Realtime Recording)', '피치 렌더링(Pitch Rendering)', '피치 스냅 모드(Pitch Snap Mode)', '크로스 신세시스(Cross Synthesis)'가 추가되었다. 12월 17일에 기본 에디터인 VOCALOID4 Editor와 큐베이스 대응 에디터인 VOCALOID4 Editor for Cubase, 그리고 VOCALOID4 대응 라이브러리 VY1V4가 동시에 발매되었다.
Piapro Studio
크립톤 퓨처 미디어에서 제작한 보컬로이드 에디터이다. 2013년 2월 15일 출시되었던 KAITO V3와 같은 해 8월 31일에 출시된 하츠네 미쿠 V3에서 사용할 수 있다. Windows와 Mac OS X에 대응한다.
VOCALOID5
2018년 7월 12일에 발표된 보컬로이드 엔진이다. 인터페이스가 개선되었으며, 첫 번째 라이브러리는 하루노 소라이다.
VOCALOID6

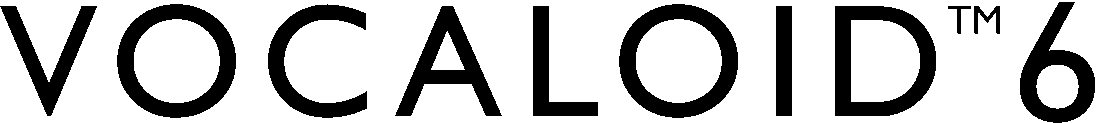
VOCALOID6 로고

2022년 10월 13일에 발표된 보컬로이드 엔진이다.

## VocaListener
VocaListener(보카리스너)는 노래를 입력해서 VOCALOID의 매개 변수를 자동으로 설정하는 시스템이다. 일반적으로 줄여서 보카리스라고 불린다. 입력된 노래로부터 파라미터를 추정해, 합성된 보컬로이드의 가창과 원래의 가창을 비교하면서 파라미터의 재조정을 반복하는 것으로 원본(그리고 인간의 목소리)과 유사한 노래를 얻을 수 있다. 원본을 따라서 가창의 음높이나 가창 스타일을 조정하는 기능도 갖추고 있어 유저의 조정 실력이 낮은 경우나 유저가 조정할 수 없는 표현도 자동으로 조정한다.

## 같이 보기
- UTAU
- 보카리나
- 주식회사 인터넷
- 크립톤 퓨처 미디어
- ZERO-G
- AH-Software
- 야마하
- SBS A&T
- 큔 뮤직
- 보이스로이드